# Faye Wong
Faye Wong, o Wang Fei (王菲 pinyin: Wáng Fēi, Pekín; 8 de agosto de 1969), es una cantante y actriz de Hong Kong, muy conocida tanto en su China natal como en Taiwán y Hong Kong, donde desarrolló gran parte de su carrera. Desde el inicio de su carrera en 1989, ha mantenido el estatus de diva hasta la actualidad.
Nacida en la capital china, se trasladó con su familia a Hong Kong. Faye es muy popular en Asia, especialmente en Hong Kong, China y Japón. Además, ha actuado en varias películas, incluyendo Chungking Express, Okinawa Rendez-vous o la galardonada en Cannes 2046. Se la conoce fuera de Japón por cantar el tema principal de la BSO del videojuego Final Fantasy VIII ("Eyes On Me"). Faye cobró un millón de dólares estadounidenses por cantarla.
Faye Wong es conocida por ostentar el récord de ser la cantante china que mejores ventas ha conseguido. También es conocida por ser bastante reservada en público, llegando a ser considerada como un icono de la humildad oriental.

## Biografía

### Inicios 1969-1991
Faye Wong es hija de un ingeniero de minas y de una soprano de música revolucionaria. La vocalista nació a mediados de la revolución cultural y vivió en Pekín con sus padres y su hermano mayor, Yi Wong.
Durante su vida estudiantil, la cantante ya demostró tener el talento suficiente como para dedicarse a la música, pues atrajo la atención de muchos publicadores. En ocasiones, el instituto tuvo que ocultar las actividades musicales de Faye a su estricta madre. A pesar de las reservas de su progenitora, la joven vocalista pudo editar algunos álbumes de bajo coste entre 1985 y 1987. Muchas de las canciones de estos discos eran versiones en chino de canciones japonesas o americanas, pero la mayoría de estas eran versiones de la cantante taiwanesa Teresa Teng, a la que Faye idolatraba.
En 1987, tras ser aceptada en la universidad, la cantante emigró a la entonces colonia británica de Hong Kong para estar con su padre, que había estado trabajando allí durante varios años. Su progenitor había planeado mantenerla allí durante un año para poder conseguir el permiso de residencia permanente y de paso, poder matricularse en una buena universidad. A pesar de todo, Faye Wong no conocía el Cantonés, dialecto del chino que es el oficial en Hong Kong, por lo que la joven vivió un periodo de gran soledad.
Tras una breve etapa como modelo, Faye comenzó a tomar clases de canto con Tai See Chung, conocido por haber entrenado vocalmente a otras grandes estrellas de Hong Kong como Anita Mui entre otros. A los 19 años, la cantante firmó un contrato con Cinepoly, uno de los más prestigiosos sellos discográficos de Hong Kong. Se trató de un paso arriesgado para el director de esa discográfica, pues los habitantes de Hong Kong, consideraban a los habitantes del continente como retrógrados.
Faye, adoptó el nombre de Shirley Wong como nombre artístico y ya en 1989 apareció su primer álbum de estudio, un disco que vendió treinta mil copias solo en Hong Kong. Posteriormente, en 1990, la cantante publicaría otros dos discos, que a pesar de la promoción masiva por parte de su compañía, no llegaron a tener el éxito de su debut. Por otro lado, los críticos Hong Kongeses, decían que la cantante tenía una forma de cantar demasiado tradicional y que su voz sonaba insípida y falta de personalidad.
Decepcionada por la evolución de su carrera, en 1991 la cantante fue a vivir durante un año a Nueva York, para realizar un intercambio cultural y para tomar más clases de canto. Ese movimiento sorprendió tremendamente, pues en la extremadamente competitiva escena musical de Hong Kong, el no publicar nada durante un año estaba visto como un suicidio musical.

### Éxito multitudinario 1992-1994
En 1992, Faye Wong comenzó a cantar bajo su verdadero nombre y publicó el disco "Coming home", en el que la cantante dio un giro a su estilo acercándose más al R&B. De este disco, destaca el tema "Fragile woman", una versión en cantonés de "Rouge", una canción japonesa originalmente cantada por Naomi Chiaki. Esta canción fue un éxito tanto en China, como en el Sudeste asiático, y marcó la conversión de la vocalista en superestrella, tras lo cual en varios sitios web aparece como favorita;
Durante los años siguientes, Faye comienza a incorporar a su música influencias de la música alternativa. Su disco de 1993, "Shí wàn gè wèishéme?" ("Mil porqués"), se caracteriza por versionar en uno de sus cortes la canción "Cold War", originalmente cantada por Tori Amos. Otras de sus influencias a partir de entonces fueron los Cocteau Twins, y The Cranberries, de quienes versionaría la canción "Dreams".

### Giro hacia el Mandopop 1994-1997
A partir de 1994, la vocalista comienza a utilizar el Mandarín como lengua de expresión en sus siguientes publicaciones. Su disco "Tiän kong", marcó el inicio de la llegada de su música a Taiwán y en menor medida, a la china continental.
Muchas de las canciones de aquel álbum fueron versionadas más tarde por artistas como Jay Chou o Gigi Leung.
Fue en este momento cuando la carrera de Faye Wong entró en una fase de ascenso vertiginoso y comenzó a hacerse conocida a lo largo de la sinosfera.
En el aspecto creativo, la cantante empieza a alejarse del ambiente musical de Hong Kong y empieza a entrar en contacto con otros ambientes musicales como el círculo roquero que comenzó a emerger en Pekín.
En 1995, Faye Wong saca su último disco en cantonés llamado Di-Dar, un disco más experimental, caracterizado por los sonidos étnicos del sur y del este de Asia.
A pesar del carácter más experimental de este disco, las dos canciones más exitosas del disco, formaban parte del estilo habitual de la cantante.
Ese mismo año, la vocalista publicó otro álbum titulado "Los sonidos decadentes de Faye", esta vez, con versiones de canciones de Teresa Teng, ídolo de Faye Wong.
Como curiosidad, tanto ella como Teresa Teng, habían planeado cantar a dúo en una de las canciones del disco, sin embargo Terasa falleció poco antes de que ese proyecto pudiera llevarse a cabo.
Apenada por la muerte de la artista a la que idolatraba, Faye llegó a planear abandonar la grabación de ese disco, sin embargo, finalmente decidió publicarlo, como una forma de mostrar respeto a aquella cantante.
Aquel disco se vendió bien a pesar de las iniciales críticas negativas.
En 1996, Faye publica su último álbum con Cinepoly, la que había sido su discográfica hasta entonces.
El álbum, titulado "Fuzao" (sin descanso), es considerado uno de los más arriesgados y experimentales de su carrera.
Todas las canciones de este disco fueron compuestas y escritas por ella, y en el disco se aprecia una fuerte estética inspirada en los Cocteau Twins, con quienes había contado durante la producción del disco.
Este disco, es considerado por Faye Wong como su favorito, sin embargo, las críticas que recibió fueron bastante adversas tanto en Taiwán como en Hong Kong, pues se destacaba el carácter excesivamente experimental y demasiado alternativo, lamentando la falta de baladas.
A pesar de todo, los admiradores más incondicionales de la vocalista (Los llamados "Fayenaticos") coinciden con ella a la hora de valorar el disco como su favorito.
Tras la publicación de este disco, la artista se convirtió junto con Gong Li, en la segunda personalidad china en aparecer en la revista Time.

### Regreso a Pekín y cambio de discográfica (1997)
En 1997, Faye Wong regresó a Pekín después de varios años de éxitos en Hong Kong, y decide también cambiar de sello discográfico siendo EMI, la discográfica con la que permanecería hasta la actualidad.
Ese mismo año, la artista publica un disco con su mismo nombre como título. Se trata de un disco alejado de la experimentación que se apreciaba en sus trabajos anteriores.

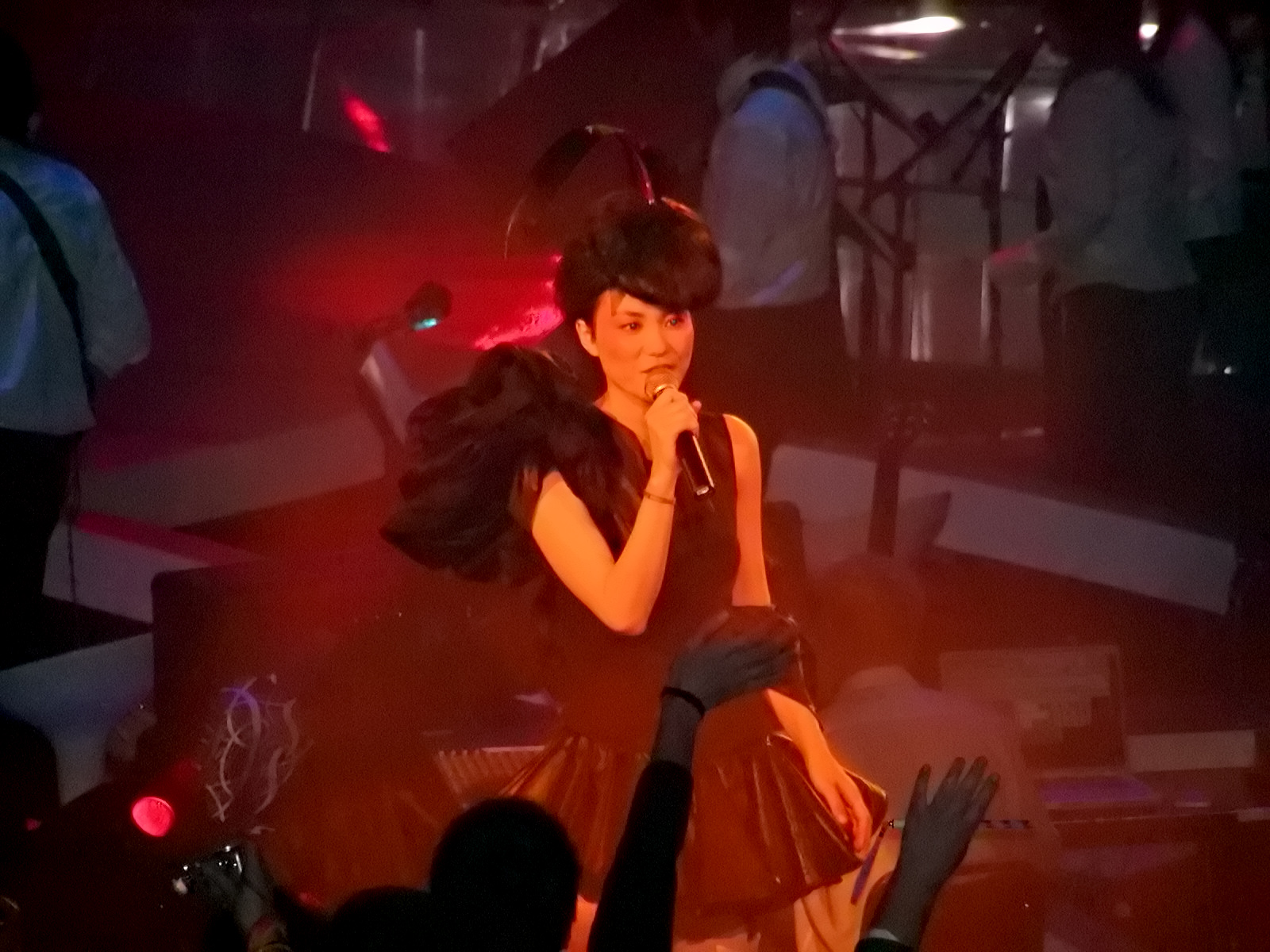
Faye Wong, Hong Kong, 2003.

El sonido rudo, de los discos anteriores entra en fuerte contraste con el sonido algo más comercial de este disco. Se trata de un álbum mucho más introspectivo, con sentimientos de languidez, abandono, letargo y separación, aunque en general, el sonido del disco es dulce y amable en contraste con el sonido duro y áspero de los discos anteriores, publicados antes de su maternidad. En Hong Kong, este disco tuvo peores ventas de lo esperado; sin embargo le dio la llave del éxito en la China continental.
Ese mismo año, Cinepoly, la antigua discográfica de Faye, lanzó dos recopilatorios, ya que esa discográfica posee los derechos de autor de sus discos anteriores.

### Éxito en China continental (1998)
En 1998, la cantante aparece por primera vez delante de las cámaras de la CCTV, la televisión estatal de China, concretamente en la gala de año nuevo de aquel año, donde Faye Wong, compartió escenario con su amiga Na Ying, diva del mandopop del continente.
Esta colaboración fue clave en el hecho de que la popularidad de Faye se consolidara en la China continental, hasta el punto en el que ese mismo año, la vocalista diera su primera gira en su China natal, una gira que se extendió por nueve ciudades y que tuvo un gran éxito.
El álbum Chang You fue publicado en octubre de ese mismo año, un disco que contenía cuatro canciones compuestas por la propia Faye Wong, todas ellas dedicadas a su hija. Dentro de las otras canciones destaca "Give up halfaway", que fue uno de los temas más exitosos de este disco.
En lo que a las ventas respecta, este álbum fue el álbum chino mejor vendido en Singapur, donde llegó a permanecer durante diez meses en lo alto de la lista de ventas de ese país.

### Incursión en Japón (1999)
En 1999, a Faye Wong, se le ofreció cantar el tema de apertura del videojuego Final Fantasy VIII. La canción, una balada en inglés titulada "Eyes on me", se publicó en forma de EP a mediados de ese mismo año, vendiendo una cantidad de 400.000, copias, siendo la primera vez que una cantante china alcanza semejantes ventas en Japón, y la primera en intervenir en un videojuego japonés.
Aquella misma canción también fue acogida con aceptación por parte de los aficionados occidentales de la saga de Final Fantasy, especialmente en los Estados Unidos, donde también salió a la venta aquel videojuego.
En marzo ese año, Faye Wong dio dos conciertos en Budokan, conocidos también por ser la primera vez que un artista chino tocaba en aquel pabellón.
En septiembre, unos meses después, aparece su nuevo disco, titulado "Zhi Ai mòshēngrén", (Solo me gustan las cosas extrañas) que vendió más de 800.000 copias, y que copó las listas de ventas de toda la sinosfera, es decir, países como Taiwán, China, Hong Kong, Malasia y Singapur. Este disco al contrario que sus anteriores es conocido por no contener ninguna colaboración musical.
La canción titular de aquel álbum fue usada en la banda sonora de la película de Sylvester Stallone, Get Carter

### Fable (2000)
En el año 2000, apareció un nuevo álbum titulado Fable, un disco conocido por tener en sus canciones, fuertes referencias a las fábulas y cuentos occidentales, combinados con elementos como por ejemplo, el Budismo u otras cuestiones metafísicas como la espiritualidad. A todos estos elementos hay que añadir unos arreglos caracterizados por el uso de la batería, con sonidos orquestales y una fuerte presencia de instrumentos como sintetizadores o secuenciadores.
Este disco, considerado como inclasificable, fue criticado por ser algo confuso, y tener una temática poco definida, con demasiadas interpretaciones posibles.

### Faye Wong y Jiang Ai (2001 - 2003)
En el año 2001, la vocalista se rodeó de nuevos colaboradores como el compositor Zhang Ya Dong y el letrista Lin Xi. Con ellos, Faye Wong trató de que su álbum homónimo del año 2001, fuera un experimento lleno de nuevas experiencias con el que cerrar su etapa musical con EMI.
A pesar de todo, el recibimiento tanto por crítica como por público de este disco, no fue tan satisfactorio como se esperaba, pues la cantante incluso llegó a reconocer en una entrevista que no estaba del todo satisfecha con algunas canciones del disco, en especial, las compuestas por Wu Bai, conocido como el padre del Rock taiwanés, que compuso para Faye, en aquel disco, dos temas con un fuerte sonido electrónico con el que la cantante admitió no sentirse cómoda. Otras canciones destacadas de aquel disco fueron compuestas por la cantautora singapurense Tanya Chua.
Mientras terminaba su contrato con EMI, la cantante firmó un nuevo contrato con Sony, su nueva discográfica. Posteriormente, la cantante actuó en la película; 2046, y participó en varios eventos benéficos para ayudar a los enfermos de sida, eventos en los que la vocalista cantó con Tony Leung y la ya moribunda Anita Mui.
Aquel mismo año, su canción, separate Ways, cantada en japonés fue utilizada en una serie de televisión japonesa titulada Usokoi. Mientras tanto, sus antiguos sellos discográficos, publicaron varios recopilatorios a la vez.
En el año 2003, vio la luz el disco Jiang Ai, (Por amor), publicado en el mes de noviembre de aquel año. La mayor parte de las canciones de aquel disco fueron cantadas en Mandarín, mientras que otras tres restantes fueron interpretadas en cantonés. El tema utilizado como sencillo promocinal fue la canción homónima del disco. Otras canciones muy conocidas fueron Chengke, una versión en chino de una canción de Sophie Zelmani.
Este disco, el primero publicado con EMI, tuvo un éxito mucho mayor que el de su trabajo anterior, y llegó a vender más de un millón de copias, de las cuales más de la mitad se vendieron en la China continental.

### Ausencia y regreso (2005-2010)
Desde el año 2003, la cantante estuvo retirada por un periodo indefinido, completamente dedicada a su familia e hijos. Se casó en el año 2005, con el actor Li Yapeng, con quien tuvo una hija el año siguiente.
Desde aquel momento, la cantante se mantuvo alejada de la vida musical y cultural de su país, rechazando varios ofrecimientos para cantar en occidente, o para cantar la canción de apertura de los juegos olímpicos de Pekín 2008.
No fue hasta febrero del 2009, cuando se volvió a tener noticias de la vocalista. Aquel año, la cantante y su marido, crearon la fundación benéfica, Smile Angel (Sonrisa angelical), en nombre de la cual, la cantante visitó varias ciudades de Xinjiang y del Tíbet, supervisando las condiciones de hospitalización de los niños que estaban allí ingresados.
En el 2010, la cantante rodó un anuncio para Pantene, y poco tiempo después, actuó en la gala de año nuevo de la CCTV. Aquella actuación, la primera en seis años, fue el preludio de una gran gira de regreso, que la cantante anunció a los pocos días. A pesar de su larga ausencia, estos conciertos acapararon todo el interés del público. Las entradas para sus conciertos en China, solo duraron treinta minutos a la venta, lo cual ocurrió también en Taipéi y Hong Kong.

## Discografía
- 1989: Shirley Wong
- 1990: Everything
- 1990: You are not alone
- 1992: Coming home
- 1993: Zhi mi bu hui
- 1993: Shí wàn gè wèishéme?
- 1994: Mí
- 1994: Húsīluànxiǎng
- 1994: Tiānkōng
- 1994: Tǎohǎo zìjǐ
- 1995: Fēi mímí zhī yīn
- 1995: Di-Dar
- 1996: Fúzào
- 1997: FW97
- 1998: Chàngyóu
- 1999: Zhǐ ài mòshēng rén
- 2000: Yùyán
- 2001: Faye wong
- 2003: Ai Jing
- 2015: Be Perfunctory

## Filmografía

### Cine
| Año  | Título en español      | Título original        | Rol               | Notas                                                                           |
| ---- | ---------------------- | ---------------------- | ----------------- | ------------------------------------------------------------------------------- |
| 1991 | Beyond's Diary         | BEYOND日記之莫欺少年窮 | Mary              |                                                                                 |
| 1994 | Chungking Express      | 重慶森林               | Faye              | Nominada y ganadora del premio del festival cine de Hong Kong a mejor actriz    |
| 2000 | Okinawa Rendez-vous    | 戀戰沖繩               | Jenny             |                                                                                 |
| 2002 | Chinese Odyssey 2002   | 天下無雙               | Princesa Wushuang | Nominada y ganadora del premio del festival de cine de Hong Kong a mejor actriz |
| 2004 | 2046                   |                        | Wang Jingwen      |                                                                                 |
| 2004 | Leaving Me, Loving You | 大城小事               | Xin Xiaoyue       |                                                                                 |

### Televisión
| Año  | Título en español                        | Título original    | Rol           | Notas                                         |
| ---- | ---------------------------------------- | ------------------ | ------------- | --------------------------------------------- |
| 1991 | Traces of the Heart                      | 別姬               | Mei-fong      | TVB; telefilme                                |
| 1992 | The Files of Justice (Part II)           | 壹號皇庭II         | Mandy         | TVB; telefilme                                |
| 1993 | Legendary Ranger                         | 原振俠             | Hoi-tong      | TVB; serie de televisión (20 episodios)       |
| 1993 | Eternity                                 | 千歲情人           | Bou Ging-hung | TVB; serie de televisión (20 episodios)       |
| 1994 | Modern Love Story: Three Equals One Love | 愛情戀曲：愛情3加1 | Wun-gwan      | Parte de una serie de televisión              |
| 2001 | Love From a Lie                          | ウソコイ           | Lin Fei       | Kansai TV; serie de televisión (11 episodios) |